# Шинон
Шино́н (фр. Chinon) — город и коммуна во Франции, в департаменте Эндр и Луара, в округе Шинон. Находится на реке Вьенна. Население на 1999 год составляло 8716 человек.

## История
Замок Шинона был одной из любимых резиденций короля Англии и графа Анжу Генриха II, отстроившего и расширившего его. В 1205 году Шинон вошёл в список французских королевских поместий. В 1308 году в городе папой Климентом V был подписан Шинонский пергамент (фр.), разрешивший судить высшее руководство тамплиеров. С 1418 года в период Столетней войны в нём проживал в изгнании наследник французского престола, затем король Франции Карл VII, принявший в 1429 году в Шинонском замке Жанну д’Арк. С XVI века замок перестал быть королевской резиденцией, и город потерял значение.

## Достопримечательности
- Шинонский замок, построенный первоначально в 954 году.

## Виноделие
В коммуне производится шинонское красное вино из винограда сорта Каберне Фран с добавлением Каберне Совиньон. Город входит в состав винно-туристического региона Долина Луары.

## Знаменитые уроженцы города
- Иоанн из Шинона (V век) — католический святой.
- Франсуа Рабле (1493—1553) — писатель-гуманист, автор романа «Гаргантюа и Пантагрюэль».

## Ссылки

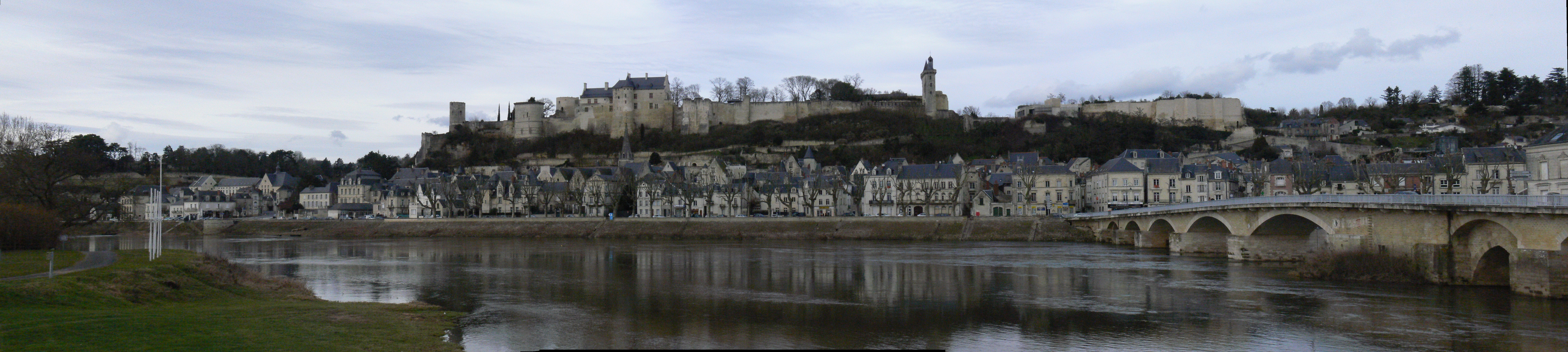
Шинонский замок